# Clovia pilosula
Clovia pilosula är en insektsart som beskrevs av William Lucas Distant 1909. Clovia pilosula ingår i släktet Clovia och familjen spottstritar. Inga underarter finns listade i Catalogue of Life.